# Тишанка (Ольховский район)
Тишанка — село в Ольховском районе Волгоградской области, в составе Солодчинского сельского поселения.
Население — 13 чел. (2010)

## История
С 1928 года — в составе Фроловского района Сталинградского округа (округ ликвидирован в 1930 году) Нижневолжского края (с 1934 года — Сталинградского края). Село являлось центром Тишанского сельсовета. В 1935 году Тишанский сельсовет передан Солодчинскому району Сталинградского края (с 1936 года — Сталинградской области, с 1961 года — Волгоградской области). В 1953 году Солодчинский, Дмитриевский, Стефанидовский и Тишанский сельсоветы были объединены в один Солодчинский сельсовет, центр – село Солодча. В 1963 году Солодчинский район был упразднён, село включено в состав Фроловского района. В 1965 году передано Иловлинскому району. В составе Ольховского района — с 1966 года.

## Общая физико-географическая характеристика
Село находится в степной местности, в пределах Доно-Медведицкой гряды Приволжской возвышенности, на реке Тишанка (правый приток реки Иловля), на высоте около 80 метров над уровнем моря. Почвы тёмно-каштановые.
У села проходит автодорога Ольховка - Иловля. По автомобильным дорогам расстояние до областного центра города Волгоград — 170 км, до районного центра села Ольховка — 37 км, до административного центра сельского поселения села Солодча — 23 км.
Часовой пояс
Тишанка, как и вся Волгоградская область, находится в часовой зоне МСК (московское время). Смещение применяемого времени относительно UTC составляет +3:00.

## Население
Динамика численности населения
| 1987 | 2002 |
| ---- | ---- |
| ≈100 | 49   |

| 2010 |
| ---- |
| 13   |